# Heidi Ecks

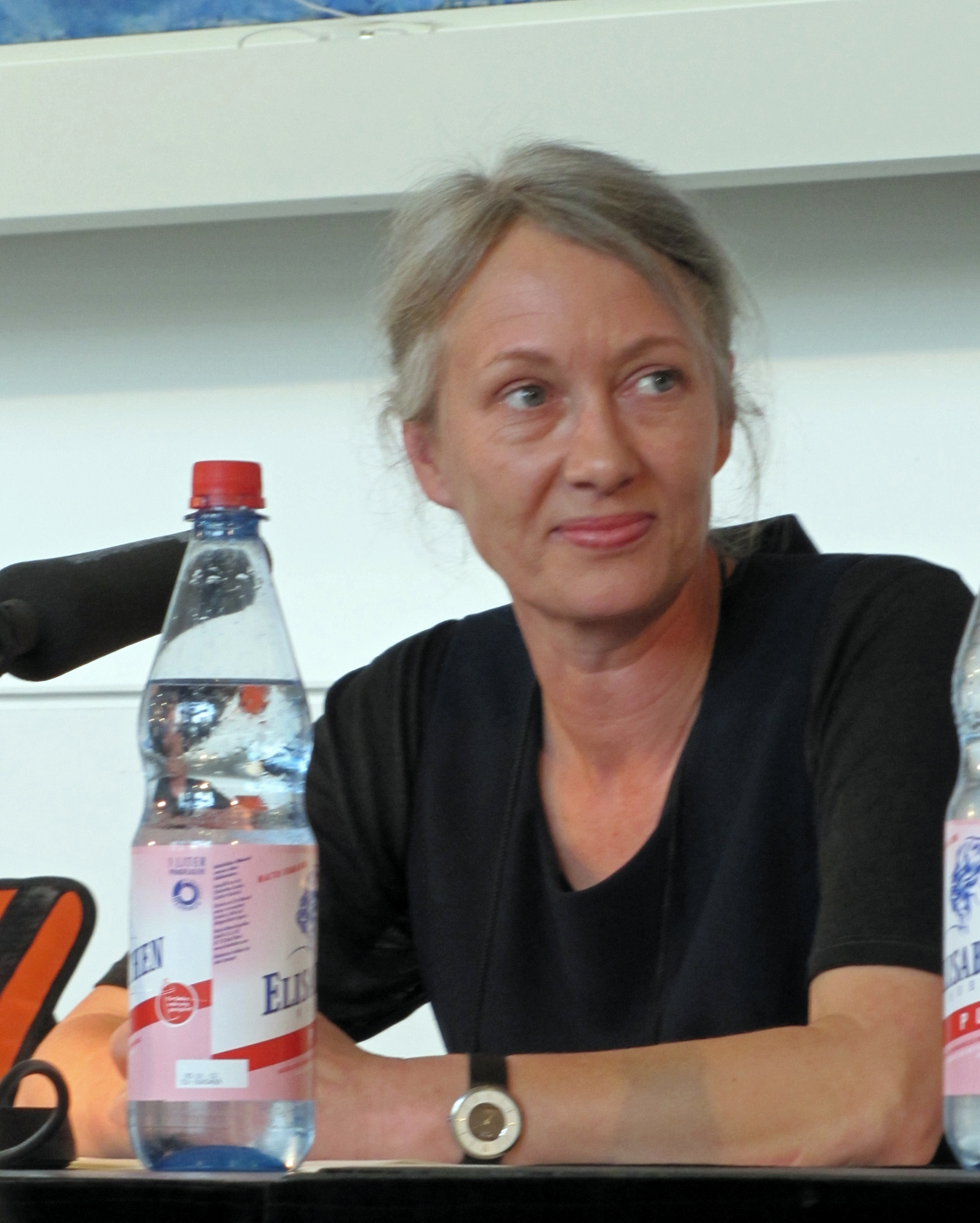
Heidi Ecks (2011)

Heidi Ecks (* 1965 in Stade) ist eine deutsche Schauspielerin.

## Leben
Heidi Ecks absolvierte von 1984 bis 1988 eine klassische Schauspielausbildung an der Hochschule für Musik und Darstellende Kunst in Hamburg. Während ihres Studiums arbeitete sie u. a. mit Robert Wilson am Thalia Theater zusammen. Anschließend hatte sie Theaterengagements am Stadttheater Gießen (1988–1991, unter der Intendanz von Jost Miehlbradt), am Staatstheater Mainz (1991–1996, unter der Intendanz von Peter Brenner), am Düsseldorfer Schauspielhaus (1996–2003, unter der Intendanz von Anna Badora) und am Schauspiel Leipzig (2003–2008, unter der Intendanz von Wolfgang Engel). Zu ihren Leipziger Rollen gehörten u. a. Portia in Der Kaufmann von Venedig (Regie: Wolfgang Engel), Gräfin Terzky in Wallenstein (Regie: Wolfgang Engel), Mutter John in Die Ratten (Regie: Karin Henkel) und die Marquise de Merteuil in Quartett von Heiner Müller.
2009 trat sie am  Deutschen Theater Berlin in Gefährliche Liebschaften in einer Inszenierung von Karin Henkel auf. Seit der Spielzeit 2009/10 ist sie festes Ensemblemitglied am Schauspiel Frankfurt. Sie spielte dort u. a. die Titelrolle in Mutter Courage (Regie: Robert Schuster), die Warwara Petrowna in Die Dämonen (Regie: Sebastian Hartmann), Frau Biedermann in Biedermann und die Brandstifter (Regie: Robert Schuster), Vera in Dogville (Regie: Karin Henkel), Kathrin in Seid nett zu Mr. Sloane von Joe Orton (Premiere: Spielzeit 2014/15, Regie: Jürgen Kruse), die Rollen Frau Kramer/Die Elbe in Draußen vor der Tür (Premiere: Spielzeit 2013/14, Regie: Jürgen Kruse) und die Gouvernante in Leonce und Lena (Premiere: Spielzeit 2015/16, Regie: Jürgen Kruse). Außerdem war sie am Schauspiel Frankfurt in dem Solo-Abend Der Hals der Giraffe von Judith Schalansky zu sehen. In der Spielzeit 2015/16 übernahm Heidi Ecks am Schauspiel Frankfurt die Hauptrolle in der Premierenproduktion Das Jahr des magischen Denkens von Joan Didion.
Ecks arbeitete auch für das Kino und das Fernsehen. Hier wurde sie meist in profilierten Nebenrollen besetzt, in denen sie häufig Vertreterinnen der Obrigkeit (Standesbeamtin, Richterin, Staatsanwältin) spielte. Sie hatte Rollen in den Kinofilmen Kein Science Fiction (2003; als Anjas Schwester Barbara), Vorne ist verdammt weit weg (2007; als Hannelore Griesmaier) und in dem Fernsehfilm Der Fall Jakob von Metzler (2012; als Vorsitzende Richterin). Im Tatort: Ordnung im Lot (Erstausstrahlung: Februar 2012) hatte sie eine Nebenrolle als Nachbarin Frau Haberland. Im Taunuskrimi Tiefe Wunden (2015) war sie Renate Kohlhaas, die Leiterin eines Altenheims.
Eine wiederkehrende Serienrolle hatte sie, an der Seite von Paul Frielinghaus, als Staatsanwältin Blum in der ZDF-Krimiserie Ein Fall für zwei. Sie hatte außerdem Episodenrollen in den Serien Tierärztin Dr. Mertens (2009), SOKO Leipzig (2010; als Filial-Direktorin der Bundesbank), Der Dicke (2012; als unschuldig verurteilte Mörderin Brigitte Weigand), SOKO Stuttgart (2014; als Blumengroßhändlerin Liliane Warner) und Der Staatsanwalt (2018; als Vorsitzende Richterin Schwan).
Heidi Ecks lebt in Frankfurt am Main.

## Filmografie (Auswahl)
- 1995: Katharina oder: Die Kunst, Arbeit zu finden (Fernsehfilm)
- 2003: Kein Science Fiction (Abschlussfilm KHM Köln)
- 2006: Der Krake (Kurzfilm)
- 2007: Polizeiruf 110: Tod in der Bank (Fernsehreihe)
- 2007: Tatort: Die Anwältin (Fernsehreihe)
- 2007: Ein Fall für Nadja (Fernsehserie; Folge: Papa ist der Beste)
- 2007: Vorne ist verdammt weit weg (Kinofilm)
- 2009: Tierärztin Dr. Mertens (Fernsehserie; Folge: Alt und Jung)
- 2009–2013: Ein Fall für zwei (Fernsehserie, Seriennebenrolle)
- 2010: SOKO Leipzig (Fernsehserie; Folge: Leipzig ohne Saft)
- 2012: Der Dicke (Fernsehserie; Folge: Gefährliche Suche)
- 2012: Tatort: Ordnung im Lot (Fernsehreihe)
- 2012: Der Fall Jakob von Metzler (Fernsehfilm)
- 2014: SOKO Stuttgart (Fernsehserie; Folge: Valentinstag)
- 2015: Tiefe Wunden – Ein Taunuskrimi (Fernsehfilm)
- 2018: Der Staatsanwalt (Fernsehserie, Folge: Im Netz der Spinne)
- 2018: Rentnercops (Fernsehserie, Folge: Es ist alles in Ordnung)
- 2019: Tatort: Kaputt (Fernsehreihe)
- 2022: Was man von hier aus sehen kann (Kinofilm)